# Ґостково (Битівський повіт)
Ґостково (пол. Gostkowo, нім. Gross Gustkow) — село в Польщі, у гміні Битів Битівського повіту Поморського воєводства.
Населення — 1067 осіб (2011).
У 1975-1998 роках село належало до Слупського воєводства.

## Демографія
Демографічна структура станом на 31 березня 2011 року:
|          | Загалом | Допрацездатний вік | Працездатний вік | Постпрацездатний вік |
| -------- | ------- | ------------------ | ---------------- | -------------------- |
| Чоловіки | 538     | 141                | 377              | 20                   |
| Жінки    | 529     | 155                | 313              | 61                   |
| Разом    | 1067    | 296                | 690              | 81                   |